# Julien Matagne
Julien Matagne (Gerpinnes, 23 december 1984) is een Belgisch politicus voor het cdH, sinds maart 2022 Les Engagés genaamd.

## Levensloop
Matagne behaalde in 2007 een bachelor in elektromechanica aan de Haute École Louvain en Hainaut. Van 2007 tot 2019 werkte hij als journalist voor de autobladen Le Moniteur Automobile, AutoGids en ProduPress.
Voor het cdH werd hij in oktober 2012 verkozen tot gemeenteraadslid van Gerpinnes. Vanaf november 2015 maakte hij als schepen van Financiën, Mobiliteit, Energie, Verkeersveiligheid, Jeugd en Nieuwe Technologieën deel uit van het college van burgemeester en schepenen. Na de verkiezingen van oktober 2018 werd Matagne eerste schepen van de gemeente. Hij behield zijn bevoegdheden, maar ruilde Jeugd in voor de bevoegdheden Communicatie en Personeelsbeleid. Hij bleef schepen tot in juni 2019 en werd toen weer gemeenteraadslid. Bij de gemeenteraadsverkiezingen van oktober 2024 voerde Matagne in Gerpinnes de lijst van Les Engagés aan, die de absolute meerderheid behaalde. Sinds december 2024 is hij burgemeester van de gemeente.
Bij de verkiezingen van 26 mei 2019 werd Matagne verkozen tot lid van het Waals Parlement en het Parlement van de Franse Gemeenschap, als verkozene voor het arrondissement Charleroi-Thuin. Vanwege de gedeeltelijke decumul van mandaten in het Waals Parlement diende hij ontslag te nemen als schepen van Gerpinnes. Matagne bleef regionaal parlementslid tot in juni 2024. In het Waals Parlement ging hij zetelen in de commissie Leefmilieu, Natuur en Dierenwelzijn en in het Franse Gemeenschapsparlement in de commissie Algemene Zaken en Internationale Betrekkingen. Als Waals Parlementslid legde hij zich toe op belangrijke mobiliteitsdossiers in zijn streek en kwam hij tussenbeide in de debatten over de omkadering van het gebruik van steps als vervoersmiddel, de kilometerheffing, de hervorming van de regelgeving rond verkeersveiligheid en de repressie tegen snelheidsovertredingen, de hervorming van de verkeersbelasting, de hervorming van de Waalse taxisector en de plannen voor de aanleg van een ringweg ten noorden van Waver.  
Julien Matagne werd eerste opvolger op de Henegouwse lijst van Les Engagés bij de federale verkiezingen van juni 2024. Sinds februari 2025 zetelt hij effectief in de Kamer van volksvertegenwoordigers ter vervanging van federaal minister Jean-Luc Crucke.